# Колесников, Афанасий Полистович
Афанасий Полистович Колесников (21 марта 1904 — 5 июля 1944) — советский военный деятель, полковник, участник Великой Отечественной войны.

## Биография
Афанасий Полистович Колесников родился 21 марта 1904 года в деревне Унна Витебской губернии. В августе 1922 года был призван на службу в Рабоче-Крестьянскую Красную Армию. В 1925 году окончил 3-ю Западную пехотную школу в Смоленске, в 1929 году — курсы усовершенствования командного состава зенитной артиллерии Украинского военного округа, после чего служил на командных должностях в различных зенитно-артиллерийских частях. С июня 1936 года служил в Управлении начальника артиллерии Красной Армии. С июня 1938 года занимал должность помощника начальника Оренбургского зенитно-артиллерийского училища. В мае 1941 года Колесников был назначен командиром 7-й отдельной бригады ПВО Западного особого военного округа, дислоцировавшейся в Минске. Здесь его застало начало Великой Отечественной войны.
С первых дней войны — на её фронтах. Бригада Колесникова активно участвовала в отражении воздушных налётов на Минск и Борисов, прикрывала от действий немецкой авиации переправы советских войск на Березине. 26 июля 1941 года Колесников был назначен старшим помощником начальника 1-го отдела Управления командующего ПВО Западного военного округа. Участвовал в Смоленском сражении, затем в битве за Москву. С апреля по декабрь 1942 года командовал артиллерией Мурманского дивизионного района ПВО. В дальнейшем командовал 885-м зенитно-артиллерийским полком. В сентябре 1943 года принял командование над Череповецко-Вологодским дивизионным районом ПВО. 13 февраля 1944 года был назначен исполняющим должность командующего Курским корпусным районом ПВО.
Скончался от тяжёлой болезни 5 июля 1944 года в Москве. Похоронен в братской могиле на Донском кладбище Москвы.

## Награды
- Орден Отечественной войны 1-й степени (14 февраля 1943 года).